# Premi Turia al millor actor revelació
El Premi Turia al Millor Actor Revelació és un guardó atorgat anualment per la Cartelera Turia des de 2002, en la gala dels Premis Turia, al millor actor revelació. En ella s'honren els assoliments del món de la cultura i l'espectacle.

## Guardonats
| Any  | Actor             | Pel·lícula               | Director                  |
| ---- | ----------------- | ------------------------ | ------------------------- |
| 2019 | Miguel Bernardeau | Élite                    | Ramón Salazar/Silvia Quer |
| 2018 | Santiago Alverú   | Selfie                   | Víctor García León        |
| 2017 | Raúl Jimenez      | Tarde para la ira        | Raúl Arévalo              |
| 2016 | Fernando Colomo   | Isla Bonita              | Fernando Colomo           |
| 2015 | -                 | -                        | -                         |
| 2014 | -                 | -                        | -                         |
| 2013 | Àlex Monner       | Los niños salvajes       | Patricia Ferreira         |
| 2012 | Marc Clotet       | La voz dormida           | Benito Zambrano           |
| 2011 | -                 | -                        | -                         |
| 2010 | Gorka Otxoa       | Pagafantas               | Borja Cobeaga             |
| 2009 | -                 | -                        | -                         |
| 2008 | -                 | -                        | -                         |
| 2007 | Quim Gutiérrez    | AzulOscuroCasiNegro      | Daniel Sánchez Arévalo    |
| 2006 | Álex González     | Segundo asalto           | Daniel Cebrián            |
| 2005 | -                 | -                        | -                         |
| 2004 | Juan Sanz         | La vida mancha           | Enrique Urbizu            |
| 2003 | Roberto Enríquez  | El alquimista impaciente | Patricia Ferreira         |
| 2002 | Unax Ugalde       | Mi dulce                 | Jesús Mora                |